# Gensó japán császárnő
Gensó császárnő (元正天皇; Hepburn: Genshō-tennō; 683 – 748. május 22.) 715–724 között Japán 44. uralkodója a hivatalos trónöröklési rend alapján.
Ő volt az egyetlen olyan női uralkodó japán történetében aki a császári címet nem férfi, hanem női elődjétől kapta. Japán történetének nyolc női uralkodója közül ő volt az ötödik. Az előtte uralkodók Szuiko, Kógjoku, Dzsitó és Genmei, az utána következők pedig Kóken, Meisó és Go-Szakuramacsi voltak.

## Élete
A Krizantém trónra kerülése előtt a Hidaka-hime nevet viselte.
Gensó császárnő volt Monmu császár idősebb nővére, szülei Kusakabe herceg és a később császárnővé koronázott Genmei voltak. Ebből adódóan unokája volt apai ágról Tenmu császárnak és Dzsitó császárnőnek, anyai ágról pedig Tendzsi császárnak.

### Életének eseményei
Gensó régens uralkodóként került a trónra, elhunyt öccsének, Monmu fiának, Obitónak a nagykorúvá válásáig. Obitó később Sómu néven került trónra.
Obitót 714-ben Genmei császárnő nevezte ki korona hercegnek. Egy évvel később, 715-ben, Genmei az ötvenes éveiben lemondott a trónról, lánya Gensó javára. Ekkor Obitó 14 éves volt.
- 715. szeptember 1., Reiki: Genmei-tennó, uralkodásának hetedik évében lemondott és utána lánya követte a trónon, aki kezdetben öccse,Monmu, majd annak halála utána a fia helyett ült a trónon régens császárnőként.

Obitó maradt a korona herceg az új császárnő, Gensó örököse.
Fudzsivara no Fuhito, Genmei udvarának legbefolyásosabb udvaronca, 720-ig, az akkor bekövetkező haláláig töltötte be tisztjét. Utána Nagaja herceg, Temmu császár unokája és Gensó császárnő unokatestvére, magához ragadta a hatalmat. Ez a váltás állt később a Nagaja és Fuhitó négy fia közötti konfliktus mögött Sómu császár uralkodása alatt.
Gensó uralkodása alatt, 720-ban adták ki a Nihonsokit. Ez volt Japán első történelem könyve.
A törvény rendszer szervezése, a ricurjó Fuhito kezdeményezésére folytatódott egészen haláláig. Ezeket a törvényeket és rendeleteket Fudzsivara no Nakamaro szerkesztette és általa léptek hatályba is. Ő Fudzsivara no Fuhito unokája volt, munkája Joro Ricurjó néven jelent meg, Fuhito neve alatt.
Még a Dizstó császárnő által a hetedik században bevezetett adózási rendszer elkezdett összeomlani. A csökkenő adóbevételek kompenzálásának érdekében hozta meg Nagaja herceg a „Három generációnkénti birtokbavétel„ törvényét, amit 723-ban iktattak be. Ezen törvény értelmében az emberek három generációnként egyszer birtokba vehettek újonnan megművelt földet. A törvény célja az volt hogy motiválja az embereket az új földek megművelésére, de csak a hatályba lépés után 20 évvel volt megfigyelhető a hatása.
Gensó császárnő kilenc évig uralkodott. A hét másik régens császárnő utódja az uralkodói vérvonal apai ágának férfi tagjai közül kerültek ki, ezért is gondolják úgy a konzervatív tudósok, hogy a nők csak ideiglenesen uralkodtak, és hogy a kizárólagosan férfi trónöröklési hagyományt a 21. században is fenn kell tartani. Genmei császárnő, akit lánya, Gensó követett a trónon az egyetlen kivétel ez alól a hagyomány alól.
724-ben Gensó lemondott, unokaöccse, a későbbi Sómun császár javára. A trónról való távozása után még 25 évig élt. Sosem házasodott meg és gyerekei sem születtek. 65 évesen hunyt el.
Gensó császárnő sírja Narában található. Sintó szentély emlékműve, ahol ma tiszteletet adnak neki, szintén Narában található.A Császári Udvartartási Ügynökség ezt a helyet tartja számon Mommu mauzóleumaként. Hivatalosan Nahojama no nisi no miszaszaginak hívják. Az uralkodói sírt ma Narazaka-choban, Nara városban lehet látogatni.

## Kugjó
A kugjó az egy összefoglaló név, amit arra a néhány legnagyobb hatalmú férfira értenek, akik a japán császári udvar tagjai voltak a Meidzsi előtti korszakokban.Általánosságba véve ebbe az elit csoportba három vagy négy férfi tartozott akkoriban, ők voltak azok az örökös udvaroncok, akiknek a tapasztalataik és a hátterük az életpályájuk csúcsához vezette volna őket. Gensó uralkodása alatt ebbe a Daidzsó-kanból származó csoportba tartozott:
- Daidzsó-daidzsin ( Csi-daidzsó-kandzsi,知太政官事),	Toneri-sinnó ( Toneri herceg) (舎人親王)	(Temmu császár kilencedik fia) 720–735
- Szadaidzsin,Iszonokami no Maro (石上麻呂)	708–717
- Udaidzsin, Fudzsivara no Fuhito (藤原不比等)708–720
- Udaidzsin, Nagaja herceg (長屋王)	721–724
- Dainagon, Abe no Sukunamaro (阿倍宿奈麻呂)	718–720
- Dainagon,Nagaja herceg (長屋王)	718–721
- Dainagon, Tadzsihi no Ikemori (多治比池守)	721–730

## Gensó uralkodásának korszakai
Gensó uralkodásának éveit több korszakra (nengó) lehet osztani.
- Reiki (715–717)
- Jóró (717–724)
- Dzsinki (724–729)

## Fordítás
- Ez a szócikk részben vagy egészben  az   Empress Genshō című angol Wikipédia-szócikk fordításán alapul.  Az eredeti cikk szerkesztőit annak laptörténete sorolja fel. Ez a jelzés csupán a megfogalmazás eredetét és a szerzői jogokat jelzi, nem szolgál a cikkben szereplő információk forrásmegjelöléseként.